# ペドロ・トノン・ジェロメウ
ペドロ・トノン・ジェロメウ（ポルトガル語: Pedro Tonon Geromel、1985年9月21日 - ）は、ブラジルの元サッカー選手。ブラジル代表。ポジションはDF。

## 経歴

### ポルトガル以前
サンパウロで生まれ、SEパルメイラスからエリアスとともにポルトガルへと旅立った。18歳で彼はGDシャヴェスに加入し、2004-05シーズンのリーガ・デ・オンラで選手デビューした。
彼の好調なパフォーマンスはプリメイラ・リーガのヴィトーリアSCの関心を引き付け、同クラブに移籍。ダービーマッチであるSCブラガ戦でデビューしたもののこの試合は敗北した。2007-08シーズンにはFCポルトのリサンドロ・ロペス、ルイス・ゴンサレスを抑えてネット投票のプリメイラ・リーガ最優秀選手に輝いた。

### ケルン
2008年6月30日に彼はブンデスリーガに昇格した1.FCケルンに移籍。スターティングメンバーとして活躍した彼はレアル・マドリードからも興味を持たれる存在になり、繰り返し報じられたものの結局移籍はならなかった。
2012年8月23日に4年契約のレンタル契約でプリメーラ・ディビシオンのRCDマヨルカに移籍。29試合で1得点の成績を彼自身は残したがクラブは降格。2013年12月に契約を破棄し、2年半契約でグレミオFBPAにレンタル移籍。

### 代表
2016年8月27日にカイオ・ロドリゴが負傷したため、その代理としてブラジル代表に初招集。2017年1月25日に行われたコロンビア代表戦で代表初出場。

## 代表歴

### 出場大会
- ブラジル代表
  - 2018 FIFAワールドカップ

### 試合数
- 国際Aマッチ 2試合 0得点（2017年-2018年）[11]

| ブラジル代表 | 国際Aマッチ | 国際Aマッチ |
| 年           | 出場        | 得点        |
| ------------ | ----------- | ----------- |
| 2017         | 1           | 0           |
| 2018         | 1           | 0           |
| 通算         | 2           | 0           |

## タイトル

### クラブ
グレミオ
- コパ・ド・ブラジル: 2016
- コパ・リベルタドーレス: 2017

### 個人
- ボーラ・ジ・プラッタ: 2015, 2016[12], 2017
- プレミオ・クラッキ・ド・ブラジレイロン: 2016[13], 2017
- 南米年間ベストイレブン : 2018